# Moreni
Moreni es una ciudad de Rumania en el distrito de Dâmbovița.

## Geografía
Se encuentra a una altitud de 263 m s. n. m. a 85 km de la capital, Bucarest.

## Demografía
Según estimación 2012 contaba con una población de 21 270 habitantes.
| 1948  | 1956   | 1966   | 1977   | 1992   | 2002   | 2012   |
| 9 046 | 11 687 | 11 659 | 17 737 | 22 886 | 20 941 | 21 270 |